# Republika Siedmiu Wysp
Republika Siedmiu Wysp (gr. Επτάνησος Πολιτεία, trl. Eptánīsos Politeía; wł. Repubblica Settinsulare), Heptanez – wyspiarska republika istniejąca na Wyspach Jońskich w latach 1800–1807 w wyniku porozumienia turecko-rosyjskiego.
Obejmowała Korfu (Kerkyrę), Paksos, Itakę, Kefalinię, Leukadę, Zakintos i Kithirę. Wliczano do niej również trzy eksklawy na lądzie stałym: Parga, Preweza i Wonitsa. Były to pierwsze greckie terytoria, które uzyskały jakąkolwiek formę suwerenności po upadku Morei – pozostałości państwa bizantyńskiego, która w 1460 roku znalazła się pod panowaniem Osmanów.
W 1797 wyspy zajęli Francuzi, ale dwa lata później opanował je, przy wsparciu floty tureckiej, działający na Morzu Śródziemnym rosyjski admirał Fiodor Uszakow z okrętami swej floty. 21 maja 1800 proklamowano Republikę Siedmiu Wysp (Republikę Heptanezu), która zobowiązana była płacić daninę tureckiemu sułtanowi. W 1807 po podpisaniu traktatu w Tylży, wyspy zwrócone zostały Francji, a następnie w latach 1810–1814 kolejno przeszły pod panowanie brytyjskie.
Kontynuację państwowości Heptanezu stanowiły następnie Stany Zjednoczone Wysp Jońskich (ngr. Ηνωμένον Κράτος των Ιονίων Νήσων) – brytyjski protektorat, w 1864 roku przyłączony do Królestwa Grecji.
Obydwa te historyczne państwa Heptanezu, choć pozbawione suwerenności, prowadziły zręczną politykę zagraniczną, lawirując między sympatiami i antypatiami europejskich potęg. Dbały o dobre kontakty i współpracę z Turcją, jednocześnie udzielając dyskretnego schronienia i wsparcia greckim uchodźcom politycznym z terytorium objętych jeszcze tureckim panowaniem. Stanowiły też jedną z baz greckich korsarzy, atakujących osmańskie jednostki morskie.